# Alarm auf der Valiant
Alarm auf der Valiant (Originaltitel: The Valiant) ist ein britisch-italienischer Kriegsfilm aus dem Jahr 1962 von Roy Ward Baker, der auf einer wahren Begebenheit beruht. Als Grundlage für das Drehbuch diente das Bühnenstück L'équipage au complet von Robert Mallet, das 1957 in Paris uraufgeführt wurde.

## Handlung
Die britische Mittelmeerflotte hat im Dezember 1941 nur zwei Schlachtschiffe zur Verfügung, die Valiant und die Queen Elizabeth. Beide Schiffe liegen im Hafen von Alexandria vor Anker. In einer Nacht werden zwei italienische Froschmänner, Luigi Durand de la Penne und Emilio Bianchi, aus dem Wasser nahe der Valiant gefischt und gefangen genommen. Die beiden werden von Kapitän Morgan vernommen, der allerdings nichts aus ihnen herausbekommt. Morgan ist voller Sorge, dass die beiden feindlichen Soldaten eine Haftmine an dem Schiff angebracht haben könnten. Er verweigert dem schwer verletzten Bianchi medizinische Hilfe und verstößt damit gegen die Genfer Konventionen. Auch unter seinen Leuten macht sich Unruhe wegen dieser menschenunwürdigen Behandlung breit.
Der Schiffsoffizier Lieutenant Field hat besondere Probleme beim Verhör mit den beiden Italienern, denn er hat eine Italienerin geheiratet. Nach einiger Zeit gesteht Bianchi, dass eine Mine am Schiff angebracht wurde, er weigert sich jedoch, Informationen über den Zeitpunkt der Detonation zu geben. Morgan befiehlt die sofortige Evakuierung des Schiffes. Nur er selbst bleibt mit einigen seiner Offiziere und den beiden Gefangenen an Bord der Valiant. Bianchi und sein Kamerad, die vor der Evakuierung eingeschlossen wurden, denken, dass das Schiff komplett verlassen ist. Sie diskutieren über ihre Mission und sprechen über den nahen Explosionszeitpunkt. Durch ein Sprachrohr werden sie jedoch von Morgan belauscht.
Allerdings ist es für Gegenmaßnahmen zu spät. Die Mine explodiert und reißt ein metergroßes Loch in den Rumpf des Schiffes. Morgan schafft es, feindliche Aufklärungsflugzeuge zu täuschen, indem er die Reparaturarbeiten als normale Routinearbeiten tarnt.

## Kritik
Das Lexikon des internationalen Films beschrieb den Film als „genreübliche[n] Kriegsfilm, der sein Problem nur oberflächlich behandelt.“

## Hintergrund
Der Film wurde am 4. Januar 1962 in London uraufgeführt. In Deutschland lief er am 2. März desselben Jahres in den Kinos an. Der italienische Titel lautet L'affondamento della Valiant.